# Anatolij Julin
Anatolij Julin, ruski atlet, * 10. marec 1929, Beketovo, Tulska oblast, Sovjetska zveza, † 29. avgust 2002.
Julinova paradna disciplina je bil tek na 400 m z ovirami, v katerem je leta 1954 postal evropski prvak.

## Kariera
Julin ni nikoli osvojil nobenega sovjetskega državnega prvenstva. Med 1952 in 1954 je bil vselej drugi za Jurijem Litujevom, medtem ko je v letih 1951, 1955 in 1957 zasedel tretje, v letih 1948 in 1949 pa četrto mesto.
Na Poletnih olimpijskih igrah 1952 v finskih Helsinkih je Julin v finalu s časom 52.8 zasedel četrto mesto. Do bronaste kolajne, ki mu jo je speljal Novozelandec John Holland, je zaostal 6 desetink sekunde. Olimpijski prvak je postal Američan Charles Moore, medtem ko je bil srebrn Julinov znanec s sovjetskih državnih prvenstev, Jurij Litujev. Julin je leta 1954 na Evropskem prvenstvu v švicarskem Bernu presenetil celotno atletsko prizorišče. V finalu je namreč odtekel najhitrejši čas svoje kariere, 50.5, in za tri desetinke (50.8) nepričakovano prehitel Litujeva, ki pred prvenstvom veljal za absolutnega favorita. Julin se je s časom 50.5 celo močno približal tedanjemu svetovnemu rekordu v lasti Litujeva (50.4). Dosežek 50.5 je naposled postal najboljši izid sezone na svetu, kar je Julin potrdil še naslednje leto z novim najboljšim izidom sezone (51.0).
Julin se je leta 1956 udeležil svojih drugih in zadnjih Poeltnih olimpijskih iger, ki so potekale v avstralskem Melbournu. Potem ko se je v kvalifikacijah s časom 52.22 zanesljivo uvrstil v naslednji krog, pa je v polfinalu klonil pred konkurenco in s časom 51.7 zasedel peto mesto v svoji polfinalni skupini ter izpadel pred finalom. Tja se je sicer kot edini Evropejec prebil prav Litujev, a tudi slednji ni zmogel ogroziti ameriškega trojčka Glenn Davis-Eddie Southern-Josh Culbreath, zasedel je četrto mesto. Julin je na igrah sodeloval še kot član sovjetske štafete 4x400 m, vendar je dosegel čas 3:11.1, kar ni bilo dovolj za preboj v finale. Leta 1958 je Julin kot branilec naslova odpotoval na Evropsko prvenstvo v Stockholm. Na stadionu Ullevi se je resda prebil do finala, a je tam odtekel čas 52.3 in zasedel šele 5. mesto. Novi evropski prvak je tako postal Litujev, s časom 51.1.